# Chun Ga-ram
Chun Ga-ram (koreanisch 천가람; * 19. Oktober 2002) ist eine südkoreanische Fußballspielerin.

## Karriere

### Vereine
Vom Ulsan College kommend, wechselte sie zur Saison 2023 in die Mannschaft von Hwacheon KSPO.

### Nationalmannschaft
Mit der südkoreanischen U17 nahm sie an der Weltmeisterschaft 2018 teil und kam dort in allen drei Spielen der Mannschaft zum Einsatz. Im nächsten Jahr folgte mit der U19 dann die Teilnahme an der Asienmeisterschaft 2019. Hier landete sie mit ihrer Mannschaft auf dem dritten Platz, durch die COVID-19-Pandemie, wurde die Weltmeisterschaft 2020 dann aber nicht ausgetragen, woran sie mit der Mannschaft durch diese Platzierung sonst teilgenommen hätte. Jedoch nahm sie dann mit der Mannschaft an der Weltmeisterschaft 2022 teil, wo sie auch wieder bei allen drei Partien ihrer Mannschaft zum Einsatz kam.
Einen Monat nach dem Turnier kam sie auch bei der A-Nationalmannschaft zu ihrer ersten Nominierung. Ihr erster Einsatz war dann am 15. November 2022 bei einem 1:1 in einem Freundschaftsspiel gegen Neuseeland. Dort wurde sie dann in der 90.+3. Minute für Son Hwa-yeon eingewechselt. Im nächsten Jahr folgte dann noch ein Einsatz beim Arnold Clark Cup 2023.
Am 5. Juli 2023 wurde sie für den finalen Kader bei der Weltmeisterschaft 2023 nominiert. Dort gab sie beim zweiten Gruppenspiel gegen Marokko ihr WM-Debüt, als sie in der 88. Minute für Lee Geum-min eingewechselt wurde.